# Пуебло

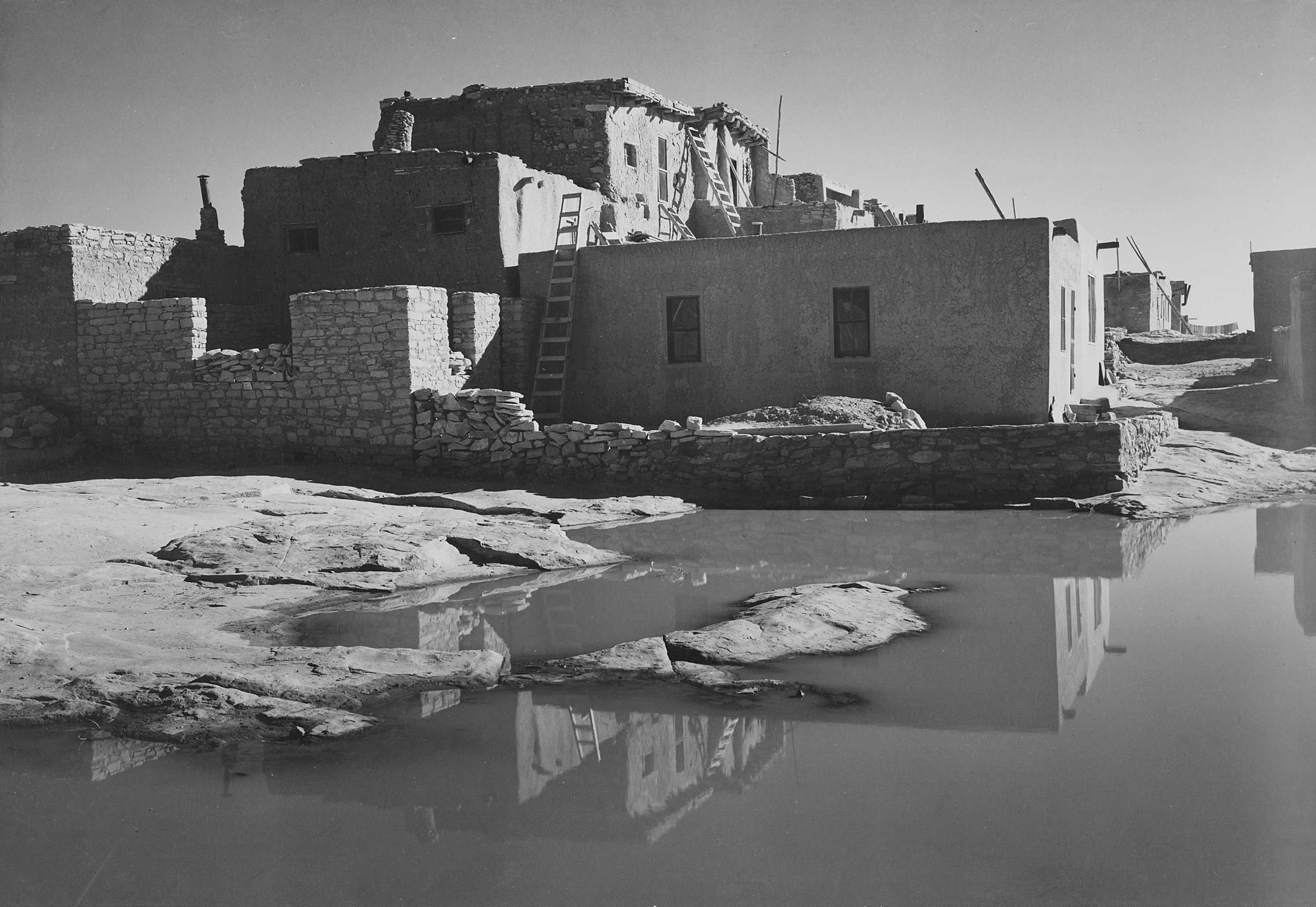
Акома пуебло

Індіанці пуе́бло (англ. Puebloans чи Pueblo peoples, ісп. indios pueblo) — узагальнена назва осілої групи корінних народів південного заходу Сполучених Штатів Америки різного  лінгвістичного походження, об'єднаних подібними культурними рисами та  у зв'язку з їхнім традиційним проживанням в  поселеннях своєрідного архітектурного стилю Пуебло.
Культуру пуебло часто-густо пов'язують з цивілізаціями Центральної Америки, вважаючи, що існував культурний вплив на племена, що населяли тогочасну територію північної Мексики та Аризону. На противагу цій думці, археологи розкопали декілька культурних попередників пуебло. Найближче до неї стоїть культура баскетмейкер («кошикороб»), що найвірогідніше і трансформувалася потім у пуебло.

## Історія
Назва походить від ісп. pueblo («поселення», «народ») і об'єднує індіанців декількох культур, характерною особливістю яких були величні протоміста, які мали форму одного величезного будинку. Перші відомості про пуебло надав іспанський конкистадор та мандрівник Альваро Нуньєс Кавеса де Вака. Коли іспанці просувалися на північ від Мексики, вони застали багато таких пуебло ще заселеними індіанцями. А оскільки у них не було золота, то іспанці переважно не нищили їх. Більшість поселень пуебло заселені й досі.

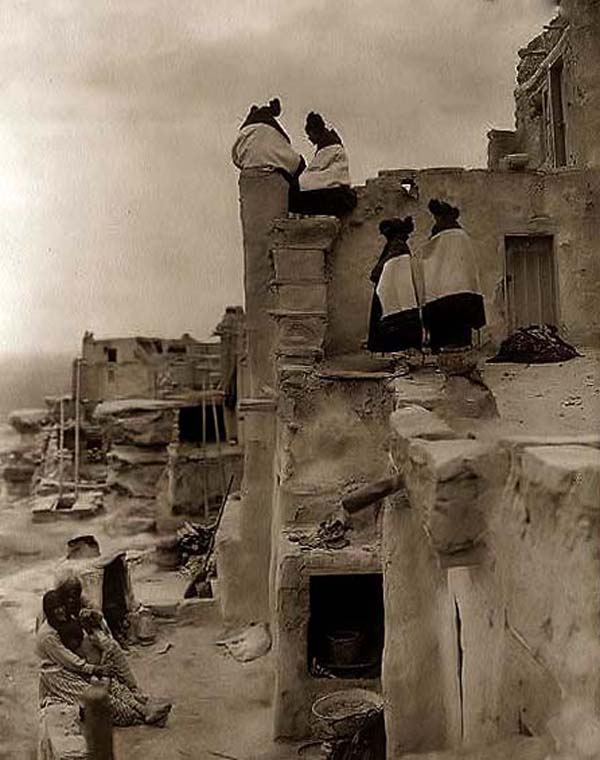
Індіанські жінки на даху пуебло.

## Побут
Мешканці пуебло займалися переважно землеробством. Головними культурами були кукурудза і гарбузи. З домашніх тварин індіанці приручили лише собаку та індика (пір'я яких використовувалися як прикраси).
Будівництво пуебло було зумовлене можливо оборонними потребами мирних землеробів. В стінах цих будівель немає жодного вікна, яке б виходило назовні. Вхід до помешкання був лише через стелю. З вулиці на стріху пуебло вели драбини, які прибиралися якщо з'явлалася зовнішня небезпека. Можливо будівництво пуебло було зумовлене релігійними переконаннями індіанців, оскільки велику частку усіх Ківа (споруда) займали ківи — приміщення у формі кола, для релігійних церемоній. Ківи будували на нульовому поверсі пуебло, тобто під землею. Найбільша ківа пуебло Ацтек (назва сучасна) має 12,5 м в діаметрі, а на другому ярусі розширюється до 14,5 м. Стіни мають заглиблення невідомого призначення. Весь інший простір пуебло займали житлові кімнати та склади для припасів. Коли вперше європейські дослідники пробили стелю в пуебло Ацтек, то вони побачили внизу цілу галерею з абсолютно порожніх ангароподібних кімнат. Дослідження саме цього пуебло показало, що воно було збудоване і заселене двічі за свою історію. Перші його поселенці прийшли ймовірно з району Чако. Про це свідчить специфічна кераміка. Воно побудоване в 1100 — 1124 роках з блоків пісковика, а деякі ряди були викладені зеленим каменем. Проте ці люди не лишили про себе майже нічого. Близько 1150 року пуебло було залишене. Через вікна вітер набив у кімнати пісок. Майже через 100 років (1220) прийшли інші поселенці. Вони вичистили пісок і перебудували помешкання, використовуючи камінь. Характерною особливістю цього народу була їхня традиція хоронити своїх померлих під підлогою кімнат. Через 30 років мешканці знову покинули пуебло, тепер назавжди.
Інше пуебло — Меса Верде, було побудоване десь близько 500 року. Місцеві індіанці називали людей, що побудували це пуебло — анасазі. Вибудоване з сірого, жовтого та бурого пісковика під височезною скалою слугувало чудовим захистом для його мешканців. Всередині відкопано близько сотні ків. Можливо Меса Верде слугувало своєрідним релігійним центром для навколишніх індіанців. Населення цього пуебло могло налічувати близько 5000 жителів.
Ще одним доказом того, що технологія побудови пуебло виникла саме тут, а не була принесена з Центральної Америки, можуть слугувати так звані «башти мовчання» з Нью-Мехіко. Це високі (7-9 метрів) будинки з прямокутною основою, викладені з каменю невідомим народом. Архітектура цих «башт» суттєво відрізняється від пуебло, тому вважають, цей народ автономно винайшов цю технологію. Будівництво почалося близько 1143 року. Товщина стін — 1,8 метрів, підлога — 6х6 метрів. Всередині ці «башти» були щедро декоровані малюнками. Історія цього народу закінчилася трагічно, їх завоювали невідомі, знищивши все населення. Всередині знайдено багато замумійованих в сухому повітрі пустелі тіл із застряглими наконечниками стріл. Очевидно штурм «башт» супроводжувався пожежею, оскільки переважна більшість трупів обгоріла. Дослідження решток свідчить про те, що, очевидно, цей народ вів раніше кочове життя і прийшов з прерій Міссісіпі. Що підштовхнуло їх до побудови величних споруд, залишається загадкою.

## Землеробство та промисли
Основний землеробської культурою була все та ж кукурудза (вони вирощували більше десяти її сортів), крім того, вирощувалися гарбуз, червоний стручковий перець, салат, квасолю, а також тютюн. Поля вирощувалися дерев'яною мотикою. Поряд з цим індіанці пуебло приручали собак і розводили черепах. Полювання стала для них лише додатковим джерелом прожитку. Вони полювали на оленів, а частіше на повністю вимерлих нині тварин, трохи нагадували південноамериканську ламу. Полювання було одним з чоловічих занять. Чоловіки також ткали і виготовляли зброю. Жінки ж обробляли поля. Будівництво жител була теж виключно жіночою справою. Індіанці пуебло були чудовими гончарями, хоча, як і всі інші групи індіанського населення Америки, до приходу перших європейців вони не були знайомі з гончарним кругом. Виробництвом кераміки чоловіки і жінки займалися спільно.

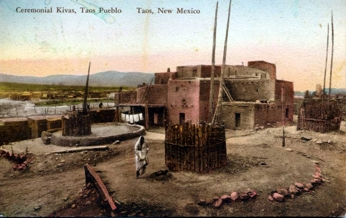
Таос-Пуебло, листівка 1920

## Соціальний устрій
В епоху появи перших іспанців практично у всіх пуебло жінки відігравали значну роль та повністю переважала матрилінійна система родичання.  Оброблювані угіддя знаходилися в спільному користуванні і розподілялися порівну між жінками — головами сімейств. Після весілля чоловік переселявся в будинок своєї дружини, але лише на правах гостя. Розлучення здійснювався без всяких утруднень. Після розриву подружніх зв'язків з дому повинен був піти чоловік. Діти ж залишалися у матері.
Жителі кожного пуебло ділилися на ряд родових груп. Назви їм давалися зазвичай по імені якоїсь тварини або рослини. І цей тотем всі члени роду вважали своїм древнім предком. Кілька родових груп становили фратрії — родове об'єднання, яке також носило ім'я тварини або рослини. Збираючись по фратрії, жителі пуебло здійснювали релігійні обряди, під час яких зазвичай зображувався весь життєвий цикл тої чи іншої тотемної тварини, наприклад антилопи.

## Релігія
Релігійні уявлення були нерозривно пов'язані з землеробськими навичками. Коли у матері з'являлася дитина, вона першою справою мазала рот новонародженого кашкою з кукурудзяного борошна. Батько тієї ж кашкою малював на всіх стінах житла священні знаки. Точно так само і всі інші найважливіші події життя у свідомості індіанця пуебло були пов'язані з кукурудзою. Головними божествами вважалися сонце і мати-земля. Чималу роль грали спільно відправляються релігійні обряди — ритуальні танці. Найважливішим із них був так званий танець змій — ритуальний акт поклоніння зміям — легендарним прабатькам індіанців. Священнослужителі танцювали, затиснувши в зубах гримучу змію. По закінченні обряду жінки обсипали гримучих змій зернами кукурудзи.
Особливе значення для індіанців пуебло мала і досі мають так звані качина. Це щось на зразок танцювальної драми, яка виконувалася в обрядових масках, що зображали ті чи інші божества. Мініатюрні відтворення цих божеств являють собою дитячі качіни — ляльки. Отримуючи в подарунок такі ляльки, індіанські діти повинні були заздалегідь вчитися розпізнавати персонажів обрядових танців.
Всі релігійні обряди вчинялися або на площі пуебло, або в Ківі. Усередині святині знаходився своєрідний вівтар із зображеннями тотемних тварин тієї чи іншої фратрії. Наприклад, в зміїній Ківі головною прикрасою була завіса з пришитими до неї порожнистими тілами змій, зроблених з тканини. Під час обряду жрець, який перебував за завісою, просовував руку в тіло такої змії, змушуючи її ворушитися.
Аж до середини XIX сторіччя жителі пуебло північноамериканського південного заходу не стикалися тісно з білими і таким чином зберегли без істотних змін характерні риси своєї культури, яка протягом останніх шести-восьми століть не зазнала ніяких якісних перетворень.